# Goggia
Goggia – rodzaj jaszczurek z rodziny gekonowatych (Gekkonidae).

## Zasięg występowania
Rodzaj obejmuje gatunki występujące w Południowej Afryce i Namibii. 

## Systematyka
Rodzaj zdefiniował w 1997 roku międzynarodowy zespół herpetologów (Amerykanin Aaron Matthew Bauer, Kanadyjczyk David A. Good i Południowoafrykańczyk William Roy Branch) w artykule poświęconym południowoafrykańskim gekonom, opublikowanym na łamach „Proceedings of the California Academy of Sciences”. Gatunkiem typowym jest (oryginalne oznaczenie) Goggia lineata.

### Etymologia
Goggia: afr. gogga ‘pełzające paskudztwo’, co odnosi się zwykle do stawonoga lub gada, od khoisan rho-rho ‘czegoś się obawiać’.

### Podział systematyczny
Do rodzaju należą następujące gatunki: 
- Goggia braacki (Good, Bauer & Branch, 1996)
- Goggia essexi (Hewitt, 1925)
- Goggia gemmula (Bauer, Branch & Good, 1996)
- Goggia hewitti (Branch, Bauer & Good, 1995)
- Goggia hexapora (Branch, Bauer & Good, 1995)
- Goggia incognita Heinicke, Turk & Bauer, 2017
- Goggia lineata (Gray, 1838)
- Goggia matzikamaensis Heinicke, Turk & Bauer, 2017
- Goggia microlepidota (FitzSimons, 1939)
- Goggia rupicola (FitzSimons, 1938)
- Goggia sabula Conradie, Hundermark, Kemp & Keates, 2025